# 120e régiment du train
 (janvier 2024).
Le 120e régiment du Train est un régiment du train de l'Armée de terre française.

## Création et différentes dénominations
Le 120e escadron automobile de réserve générale (120 EARG), formation de transport est créée le 5 mai 1929 à Sainte-Menehould à partir des 102e et 103e compagnies du 6e escadron du train de Metz. Le 120e Escadron est stationné au quartier Valmy, il totalise 13 officiers, 109 sous-officiers et 607 militaires du rang.
À la mobilisation de 1939, l’escadron quitte Sainte-Menehould disparaissant pour donner naissance au Groupe de Transport no 120/24 de Réserve Générale rattaché à la IIe Armée.
Il aura été commandé successivement par le lieutenant-colonel Lacoste de 1929 à 1931, le chef d’escadron Perin de 1931 à 1933, le chef d’escadron Roumanet (futur général et inspecteur du Train) de 1933 à 1938 et le chef d’escadron Brancelin de 1938 à 1939.
Le 27 août 1939, le 120e Groupe de Transport de Personnel est créé à partir des effectifs du 120e Escadron au Centre Mobilisateur du Train no 24 de Bicêtre. Le Groupe totalise 30 officiers, 99 sous-officiers et 1037 militaires du rang. Il est dissous le 2 août 1940. Les compagnies du G.T.P. 120/24 sont classés « unités combattantes » du 10 mai au 20 juin 1940.
Le 1er janvier 1973, par décision du ministre d’État chargé de la Défense Nationale, le Centre d’Instruction du Train no 151 prend l’appellation de 120e régiment du train. Il est stationné à Fontainebleau au quartier Lariboisière. Rattaché au commandement du Train de la 1re Région militaire et 12e Division militaire, à sa création. il est composé de :
- 1 état-major
- 1 escadron de commandement et des services
- 1 groupe d’instruction comprenant un escadron d’instruction technique
- 4 escadrons d’instruction

Le régiment comprend 44 officiers, 173 sous-officiers et 1500 militaires du rang.
Le 1er juillet 1977, le 120e régiment du Train fait l’objet d’une réorganisation, il perd son escadron technique. Le régiment comprend 58 officiers, 184 sous-officiers et 1500 militaires du rang.
Le 120e régiment du Train, fidèle à sa vocation de corps instructeur, poursuit sa mission en formant les personnels destinés à l’Administration Centrale et aux divers organismes de Commandement de la place de Paris.
Le 120e régiment du Train est dissous le 30 juin 1993.
- En 2005, le Centre national de formation à la police judiciaire (CNFPJ) s'installe à la caserne Lariboisière et depuis 2010, l'École de gendarmerie de Fontainebleau s'est recentrée sur la caserne Lariboisière en totalité.

## Chefs de corps
120e ESCADRON AUTOMOBILE DE RESERVE GENERALE DU TRAIN (1929 – 1939)
- Lieutenant-colonel Lacoste – 1929/1931
- Chef d'Escadrons Perin – 1931/1933
- Chef d'Escadrons Roumanet – 1933/1938
- Chef d'Escadrons Brancelin – 1938/1939

GROUPE DE TRANSPORT DE PERSONNEL n° 120/24 (1939 – 1940)
- Chef d'Escadrons Reynaud – 1939/1940
- Chef d'Escadrons Volkerick 1940

120e REGIMENT DU TRAIN (1973 – 1993)
- Colonel Cullieyrier – 1973
- Colonel Bresson – 1973/1975
- Colonel Glas – 1975/1978
- Colonel Champagne – 1978/1980
- Lieutenant-colonel Laidet – 1980/1982
- Lieutenant-colonel Valtier 1982/1984
- Colonel Breart de Boisanger – 1984/1986
- Colonnel Olive - 1987/1988........
- Lieutenant-colonel Bernard Travaillot

- Lieutenant-Colonel puis colonel Barbet 1991/1993

## Étendard
- Il reçoit son étendard, le 25 mars 1981 à l’occasion d’une prise d’arme dans la cour des adieux du Château de Fontainebleau.

## Devise et insigne
L'insigne du régiment représente le blason de la ville de Fontainebleau insérée dans la roue crénelée de l'Arme du Train.
Le 27 mai 1980, le 120e régiment du Train se dote de la devise « Vires aquirit eundo » qui peut se traduire par « Il s’améliore sans cesse » ou « Il se valorise en chemin »
Devise donnée par le Père Bardet (aumônier militaire de la garnison) : "Ils s'améliorent en vieillissant"
En septembre 1988, la devise du régiment est francisée en « plus agir pour mieux servir »

## Personnalités ayant servi au régiment
- Arnaud Montebourg, né en 1962, homme politique français, Avocat de profession, ancien Député de Saône-et-Loire, ancien Ministre du redressement productif et du numérique[2].
- Manuel Valls, né en 1962, homme politique français, député de l'Essonne, ancien maire d'Évry, ancien Ministre de l'Intérieur, ancien Premier Ministre[2].
- Patrick Bruel, de son vrai nom Patrick Benguigui, né en 1959, auteur-compositeur-interprète, acteur, producteur et joueur professionnel de poker[3].
- Laurent Bouvet, né en 1968, est un universitaire, politologue et essayiste français[réf. nécessaire].
- Rachid Adda, né en 1967, homme politique français, conseiller régional d'Ile-de-France de 2004 à 2010.

## Sources, notes et références
- Musée du Train et des équipages militaires de Bourges dans le département du Cher

1. ↑  « Visite du 120e RT (régiment du Train) à Fontainebleau par les personnalités civiles du département de la Seine-et-Marne. », sur imagesdefense.gouv.fr (consulté le 24 novembre 2023)
2. 1 2  « Retour sur le parcours francilien de Manuel Valls », sur France 3 Paris Ile-de-France, 31 mars 2014 (consulté le 24 novembre 2023)
3. ↑  Didier Van Cauwelaert, Le nouveau dictionnaire de l'impossible, Place des éditeurs, 23 juin 2015 (ISBN 978-2-259-22745-2, lire en ligne)